# L'Abdet
L'Abdet és una població situada a la vall de Guadalest, Alacant, i pertany administrativament a la població propera de Confrides. Està situada als peus de la serra de Serrella, a una altitud de 630 metres. Al 2023 comptava amb 96 habitants.

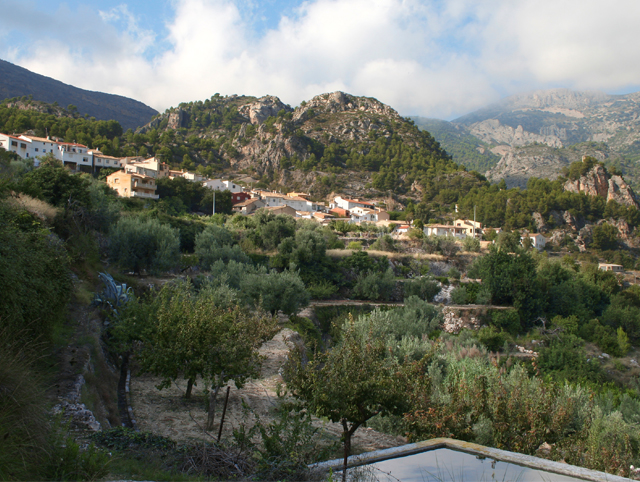
Vista des del camí del Fanalic

## Història
La població és d'origen àrab. L'any 1264 el rei Jaume I la va lliurar a Vidal de Sarrià a qui en el 1271 va succeir el seu fill, Bernat de Sarrià, el qual la va cedir el 1335 a l'infant Pere. Posteriorment, les cases de Cardona i Ariza posseirien el senyoriu. En 1526, els musulmans es van rebel·lar contra l'ordre de conversió manada per Carles I. Amb lluites permanents contra Castella, en 1609 van prendre de nou les armes, sumant-se als moriscs refugiats en les muntanyes de la Vall de Laguart fins que van ser expulsats definitivament aquest mateix any, deixant abandonades les dotze úniques cases que hi havia.
Posteriorment, va ser repoblat, i al segle xviii ja tenia vint-i-cinc cases. El municipi complet de L'Abdet i Confrides va arribar a 822 habitants. Durant els dos últims segles, la població va descendir lentament, arribant a 187 habitants en 2019.

## Etimologia
De seguida es pensa en un origen àrab del nom que, evidentment, té l'aire d'un nom propi dels nombrosos amb Abd- o amb noms de la mateixa arrel. Però això és el resultat d'un cop d'ull superficial i no explica la terminació -et. No s'ha trobat res igual en els llistats de topònims àrabs; i l'ús amb article induïx a un apel·latiu romà mossàrab o català. Realment, s'ha trobat una explicació àrab més d'acord amb el «paisatge toponomàstic» d'aquesta vall i amb el passat radicalment morisc d'aquest lloc. L'arrel abd- va tenir plena acollida en l'àrab en tots els llocs, però amb el significat de servir, adorar. En particular, era verb procedent naturalment del seu participi actiu abid amb el significat d'ermita. En diccionaris més accessibles, figura també com adjectiu, significant adorador o devot. També consta que és corrent el femení abida que en plural és abidat, és a dir adoradoras, devotes.
Per tant, eixa pot ser una explicació fonètica completa del nom, ja que és una norma general de l'àrab vulgar hispànic i magrebí l'emmudiment de la «i» interna seguida de vocal llarga. En el parla morisca, havia de sonar proveït de l'article alabdat, d'on es catalanitzaria (a)labdat i finalment l'Abdet. No és gens artificial aquest adjectiu femení plural, atès que és un procés repetit en el català. Segons Joan Corominas, l'ús de l'adjectiu femení devota amb el sentit d'ermita, santuari. L'aplicació d'aquest adjectiu a les ermites, ja apuntava en el segle xv «...el vell rei es va retirar a contemplació a una devota ermita» al Tirant lo Blanc.

## Escut
L'escut de l'Abdet fou creat l'any 2007 segons les normes del Consell d'Heràldica i Vexil·lologia de la Generalitat Valenciana per a escuts de nova creació, i està pendent d'aprovació.
Escut quadrilong de punta rodona, partit i mig tallat. En el primer quarter, en camp d'or, quatre pals de gules abraçats d'atzur amb cinc veneres de plata en creu. En el segon quarter, en camp d'atzur, una muntanya de plata surmontada d'una flama d'or. En el tercer quarter, en camp de gules, un creixent d'or. Al timbre, corona reial oberta. Es fonamenta en el blasó de l'almirall Bernat de Sarrià, antic senyor de la població, sobre les armes reials del Regne de València. S'acompanya d'un dels símbols de Sant Vicent Ferrer, patró de la població i titular de la parròquia. Baix, un creixent d'or que evoca l'origen àrab de la població.

## Monuments
- L'església de Sant Vicent Ferrer.

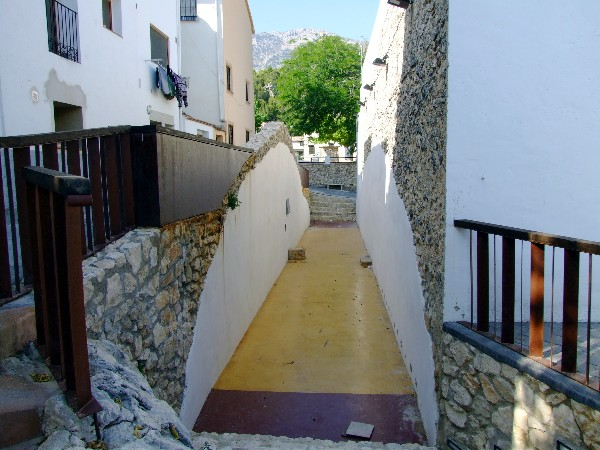
Trinquet

- El Trinquet de l'Abdet, situat paral·lelament a l'església, data de 1772, i és per tant un dels més antics. El 2006 va ser reformat. S'hi juga una modalitat única, la Pilota grossa.
- El riu Mela, paratge de gran bellesa natural molt visitat pels amants del descens de rius i barrancs.
- El «Llavaor vell», un antic safareig públic que fa poc s'ha restaurat.
- La Creueta del Penyó, un penyó que corona el poble; des de dalt es pot observar una excel·lent i propera panoràmica del poble i dels voltants, així com una gran creu. Per la mitat del penyó, muntant, hi ha una coveta.
- Fonts. Per tot el terme hi ha moltes fonts d'aigua neta i fresca: Mela, Llorca...

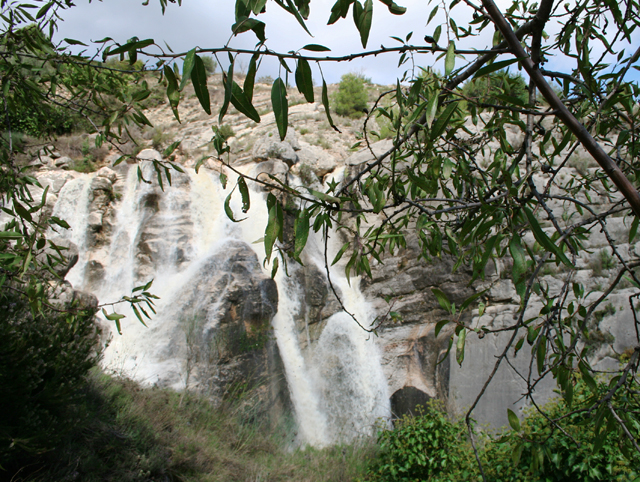
Cascada del Fanalic després d'unes plutges

## Festes i celebracions
Se celebren dues festes amb cada vegada pel dia les cercaviles, celebracions religioses, menjars populars en la plaça, partides de pilota valenciana, actes culturals i activitats infantils i una revetlla nocturna.
- A l'abril, en honor de Sant Vicent Ferrer. És la festa dels joves i és tradicional la foguera a les portes de l'església.
- Al tercer cap de setmana d'agost, en honor de la Verge dels Dolors. És la festa dels casats i el seu principal acte és l'ofrena.

## Gastronomia i cultura
Entre els plats típics hi ha olleta de blat, pilotes de dacsa i conill amb alls així com el menjar de cacera i una gran varietat de fruita i verdura locals (nespres, olives, ametlles, taronges, raïm).
El Cor parroquial de L'Abdet es va formar a partir d'un grup de gent amb arrels del poble de diferents edats que es van ajuntar en principi per a amenitzar, amb assajos previs, les misses que se celebren en festes, però que actualment ja han participat en les festes d'altres pobles de dins i fora del Vall de Guadalest.
El senyoriu de Santacreu. En la verema, es fa vi de la manera tradicional: xafigant el raïm amb els peus i premsant-lo.